# Ендрю Грін
Ендрю Грін (англ. Andrew Green) — британський автоспортивний інженер.